# Proxies (film)
Proxies er en amerikansk stumfilm fra 1921 af George D. Baker.

## Medvirkende
- Norman Kerry som Peter Mendoza
- Zena Keefe som Clare Conway
- Raye Dean som Carlotta Darley
- Jack Crosby som Homer Carleton
- Paul Everton som John Stover
- William H. Tooker som Christopher Darley
- Mrs. Schaffer som Mrs. Darley
- Robert Broderick som Linton